# Héctor Acosta (ciclista)
Héctor Acosta  fue un ciclista pionero en Argentina que representó a su nación en dos Juegos Olímpicos. Nació en Rosario, Santa Fe, Argentina el 9 de diciembre de 1933 y falleció en la misma ciudad en 1978.

## Carrera
Compitió en los Juegos Olímpicos de Verano de 1960 y de 1964.
Ganó la competencia Rosario-Santa Fe en 1955.
En 1956 ganó la competencia Seis días de Buenos Aires junto a su compatriota Bruno Sivilotti.
En 1957 fue primero en el Campeonato de Argentina de Ciclismo en Ruta.
En 1959 fue tercero en los Juegos Panamericanos, Pista, Persecución por Equipos.
En los Juegos Olímpicos de Roma 1960, integró el equipo argentino junto a Ernesto Contreras, Alberto Trillo, y Juan Brotto, logrando el quinto puesto en persecución por equipos, eliminado por Italia en cuartos de final.
En 1962 resultó 5.º en la Prova Ciclistica 9 de Julho, São Paulo, Brasil 
En 1963 2.º en Juegos Panamericanos, Pista, Persecución por Equipos, Desconocido 
En 1963 fue segundo en los Juegos Panamericanos, Pista, Persecución por Equipos y en el mismo año obtuvo el segundo lugar en la Prova Ciclistica 9 de Julho, São Paulo, Brasil.
También obtuvo el cuarto puesto en los Juegos Olímpicos de Tokio 1964, en la modalidad 4 por 100 kilómetros junto a Roberto Breppe, Delmo Delmastro y Rubén Placánica dirigidos por Dante Benvenutti.
En 1965 resultó tercero en  la competencia Rosario-Santa Fe.

## Reconocimientos

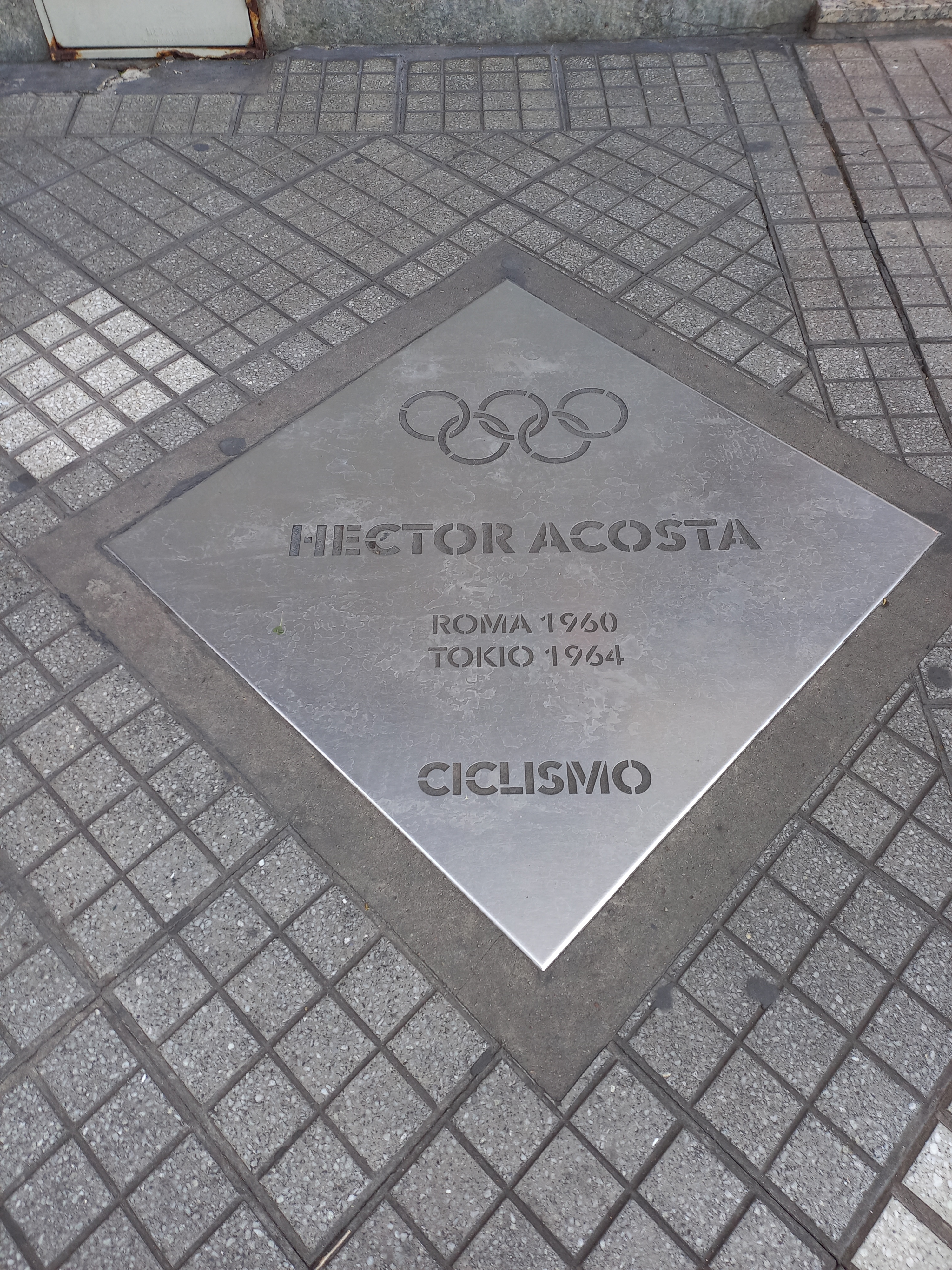
Placa de Héctor Acosta en el paseo de los Olímpicos, Rosario

Tiene su placa en el Paseo de los Olímpicos de su ciudad natal (Rosario). Dicha placa está ubicada en avenida Pellegrini a la altura del 1800 (entre Dorrego e Italia) vereda par.